# Going back to my roots
Going back to my roots is een lied van Lamont Dozier. Het nummer is geïnspireerd op het boek Roots: Wij zwarten van Alex Haley uit 1976, al hield Dozier een specifieke binding naar de slavernij af. Hij nam het in 1977 op voor zijn album Peddlin' music on the side, waarop ook Wilton Felder, Joe Sample en Michael Boddicker te horen zijn. Zijn nummer duurt 9:45. In Nederland werd het als single uitgebracht, waarbij het nummer in tweeën werd opgedeeld (part I en II). Het werd nergens een hit.

## Odyssey
Going back to my roots werd wel een succes in de handen van de Amerikaanse muziekgroep Odyssey. Het nummer is afkomstig van hun album I got the melody uit 1981. Odyssey kon in thuisland de Verenigde Staten nauwelijks potten breken, maar in Europa haalde ze af en toe een hit. Dit was een van hun grootste hits in Nederland en België (Vlaanderen). De plaat klinkt commerciëler (gepolijster) dan het origineel.

## Hitnoteringen
De plaat werd een hit in heel Europa. In het Verenigd Koninkrijk bereikte de single de 4e positie in de UK Singles Chart en stond totaal twaalf weken genoteerd. In Zwitserland werd zelfs de 2e positie bereikt, in Zweden de 3e en in Duitsland de 13e positie.
In Nederland werd de plaat op maandag 8 juni 1981 door dj Frits Spits en producer Tom Blomberg in het radioprogramma De Avondspits verkozen tot de 147e NOS Steunplaat van de week op Hilversum 3 en werd een gigantische hit in de destijds drie hitlijsten op de nationale publieke popzender. De plaat bereikte de 3e positie in de Nationale Hitparade en de 4e positie in zowel de Nederlandse Top 40 als de TROS Top 50. In de Europese hitlijst op Hilversum 3, de TROS Europarade, werd de 7e positie bereikt.
In België bereikte de plaat de 3e positie in de Vlaamse Radio 2 Top 30 en de 4e positie in de Vlaamse Ultratop 50.

### Nederlandse Top 40
| Positie: | 22 | 13 | 7 | 6 | 4 | 5 | 9 | 17 | 29 | 37 | uit |

### Nationale Hitparade
| Positie: | 20 | 7 | 3 | 7 | 8 | 11 | 7 | 11 | 10 | 28 | 47 | uit |

### TROS Top 50
Hitnotering: 25-06-1981 t/m 03-09-1981. Hoogste notering: #4 (1 week).

### TROS Europarade
Hitnotering: 19-07-1981 t/m 30-08-1981. Hoogste notering: #7 (2 weken).

### Vlaamse Radio 2 Top 30
| Positie: | 16 | 9 | 10 | 3 | 4 | 3 | 3 | 5 | 6 | 14 | 22 | uit |

### Vlaamse Ultratop 50
| Positie: | 24 | 12 | 10 | 4 | 6 | 6 | 6 | 7 | 7 | 14 | 29 | uit |

### NPO Radio 2 Top 2000
Going Back to My Roots stond alleen in 1999 in de NPO Radio 2 Top 2000, op plek 1835.

## Covers
Er zijn van dit nummer circa twintig covers bekend. De bekendste artiest die het heeft opgenomen is Richie Havens. Naast Odyssey had ook het F.P.I. Project er een hit mee. Zij verstopten het nummer in een medley. Linda Clifford nam het op als Back to my Roots 2002. Village People-groepslid Felipe Rose bracht het in 2018 uit als zijn solodebuut en won er een Native American Music Award mee.